# Vzteklej pes a Glorie
Vzteklej pes a Glorie (v anglickém originále Mad Dog and Glory) je americká filmová komedie z roku 1993. Režisérem filmu je John McNaughton. Hlavní role ve filmu ztvárnili Robert De Niro, Uma Thurman, Bill Murray, David Caruso a Mike Starr.

## Obsazení
| Robert De Niro     | Wayne Dobie |
| Uma Thurman        | Glory       |
| Bill Murray        | Frank Milo  |
| David Caruso       | Mike        |
| Mike Starr         | Rachel      |
| Tom Towles         | Andrew      |
| Kathy Baker        | Lee         |
| Derek Annunciation | Shooter     |